# Hraše (gmina Medvode)
Hraše – wieś w Słowenii, w gminie Medvode. W 2018 roku liczyła 469 mieszkańców.